# ケネス・パイル
ケネス・パイル（Kenneth B. Pyle、1936年-）は、アメリカ合衆国の歴史学者・政治学者。専門は、日本政治史。
ハーバード大学歴史学部卒業後、1965年にジョンズ・ホプキンス大学で博士号取得（日本近代史）。その間スタンフォード大学のトマス・C・スミスに師事。1961年から64年にかけて東京のスタンフォード大学日本研究センターにて研究を行う。その後ワシントン大学で教鞭をとり、1975年に同大学の歴史学およびアジア研究教授に就任。現在、ワシントン大学歴史学部教授および同大学ヘンリー・M・ジャクソン国際研究所名誉教授。
1974年に学術雑誌 Journal of Japanese Studiesを創刊。日米友好基金委員長、日米教育文化会議共同議長も務めた。

## 受賞歴
- 1999年 - 勲三等旭日中綬章
- 2008年 - 国際交流基金賞

## 著書

### 単著
- The New Generation in Meiji Japan: Problems of Cultural Identity, 1885-1895, (Stanford University Press, 1969).
  - 『新世代の国家像――明治における欧化と国粋』（松本三之助監訳、五十嵐暁郎訳、社会思想社、1986年）
  - 『欧化と国粋――明治新世代と日本のかたち』（松本三之助監訳、五十嵐暁郎訳、講談社学術文庫、2013年） ISBN 978-4062921749
  - 『欧化と国粋――明治新世代と日本のかたち』（松本三之助監訳、五十嵐暁郎訳、みすず書房、2022年） ISBN 978-4622095446
- The Making of Modern Japan, (Heath, 1978, 2nd ed., 1996).
- The Japanese Question: Power and Purpose in a New Era, (AEI Press, 1992, 2nd ed., 1996). ISBN 978-0844737997
  - 『日本への疑問――戦後の50年と新しい道』（加藤幹雄訳、サイマル出版会、1995年） ISBN 978-4377310528
- Japan Rising: The Resurgence of Japanese Power and Purpose (Public Affairs, 2007). ISBN 978-1586485672
- Japan in the American Century (The Belknap Press of Harvard University Press, 2018). ISBN 978-0674983649
  - 『アメリカの世紀と日本――黒船から安倍政権まで』（山岡由美訳、みすず書房、2020年） ISBN 978-4622089360

### 編著
- The Trade Crisis: How Will Japan Respond?, (Society for Japanese Studies, 1987).

### 共編著
- From APEC to Xanadu: Creating a Viable Community in the Post-Cold War Pacific, co-edited with Donald C. Hellmannand, (M.E. Sharpe, 1997).